# Robert B. Parker
Robert Brown Parker, 17 de septiembre de 1932 (Springfield, Massachusetts, Estados Unidos)  - 18 de enero de 2010 (Cambridge, Massachusetts, Estados Unidos), fue un escritor estadounidense.
Fue conocido en su país por ser escritor de novela negra y especialmente por haber creado el personaje de Spenser, un detective privado heredero de Sam Spade, Philip Marlowe o Mike Hammer, y que en los años 80 tuvo una serie de éxito que en España se tituló Spenser, detective privado.
Así mismo creó otras series de novelas policiacas con otros personajes como Jesse Stone o Sunny Randall, una serie de novelas de western protagonizada por Cole & Hitch, escribió varias novelas sin personajes fijos y también algunos libros infantiles.

## Biografía
Parker nació y se crio en Springfield (Massachusetts). Su padre era ejecutivo de una compañía telefónica, y su madre, irlandesa, ama de casa.
Fue un niño modelo hasta llegar a la adolescencia. Ahí empezó a dar problemas, pelearse, beber alcohol... Su madre también bebía en exceso.
Ganó una beca para estudiar en el Colby Collage de Waterville (Maine), donde obtuvo el bachillerato en 1954.
Sirvió como soldado del Ejército de los Estados Unidos en la guerra de Corea, entre 1954 y 1956.
En 1956 contrajo matrimonio con Joan Hall, a la que presumía de conocer desde niño. Tendrían dos hijos.
Durante los años sesenta trabajó como publicista para Prudential Insurance (aseguradora) y como escritor técnico para Raytheon.
Se doctoró en la Universidad de Boston sobre literatura inglesa en 1971, con una tesis llamada El héroe violento, herencia salvaje y realidad urbana. Un estudio del investigador privado en las novelass de Raymond Chandler, Dashiell Hammett y Ross Macdonald.
Parker falleció el lunes 18 de enero de 2010 de un ataque al corazón. Al parecer fue encontrado sobre su escritorio, en el que trabajaba en una nueva novela de Spenser, en su casa de Cambridge (Massachusetts).

## Carrera
Parker no escribió su primera novela, El manuscrito Godwulf, hasta 1973, mientras enseñaba en la Northeastern University. En 1979 consiguió dejar de lado la enseñanza y dedicarse a tiempo completo a la escritura.
Fundó junto a su mujer una productora de cine independiente, Pearl Productions.
Parker fue un autor prolífico: escribió unos 70 libros en 37 años y estuvo entre los diez autores más vendidos del mundo. Escribía, como mínimo, de cinco a diez páginas diarias.
En 1989 se encargó de terminar la novela no acabada por Raymond Chandler Poodle Springs. En 1991 escribió una secuela de The Big Sleep llamada Perchance to Dream. Ambas obras están protagonizadas por Philip Marlowe.
En 1994 Parker colaboró con el fotógrafo japonés Kasho Kumagai en un libro llamado Spenser's Boston, que explora la ciudad a través de los ojos del detective.
La obra de Parker se caracteriza por las descripciones, unos diálogos muy agudos y un enfoque moderno (para la época) en temas conflictivos como las mujeres en la sociedad contemporánea, la problemática situación de los adolescentes o las diferencias raciales y sexuales de sus personajes. Sus personajes acostumbran a ser tipos duros, incluso violentos, pero respetuosos con un código moral, aunque sea el suyo.

### Sus personajes

#### Spenser
Spenser, sin nombre propio,es un investigador privado descarado, bromista e inteligente que opera según su propio y estricto código de ética. Siempre a favor del débil y de la justicia. Es alto y fuerte, lleva el pelo corto y tiene la nariz rota. Luchó con el ejército en Corea, fue boxeador y trabajó en la oficina del fiscal del Condado de Suffolk, hasta que lo despidieron por insubordinación. Es muy irónico en sus respuestas. Deportista, no le da miedo pelear. Va armado con una Smith & Wesson calibre 38. Pero es un hombre culto capaz de realizar alusiones literarias.
A pesar de las claras similitudes del personaje con el autor (les encantaba el béisbol, el jazz y la buena comida), Parker ha declarado en entrevistas no ser un luchador como Spenser, y no releer nunca lo que escribe.
Spenser es claramente un personaje muy influenciado por el Marlowe de Raymond Chandler, aunque también claramente más moderno y sensible, capaz de cocinar o de tener una vida afectuosa normal.

#### Jesse Stone
Exjugador de béisbol profesional, retirado por una lesión en su hombro, y ex detective de homicidios de la policía de Los ángeles, obligado a retirarse por un problema con la bebida iniciado tras su divorcio, Stone es el jefe de policía de un pequeño pueblo de Massachusetts llamado Paradise.

#### Sunny Randall
Sonya Joan Sunny Randall es detective privado en Boston. Hija de un policía retirado y de una ama de casa, tiene una hermana mayor. Es valiente y dura; cabezota pero sensata.
Como curiosidad, Sunny fue creada por Parker ante la insistencia de Helen Hunt, que ansiaba interpretar un personaje creado por el autor. La película no llegó a realizarse, pero el personaje gustó, y Parker continuó con la saga.

#### Virgil Cole y Everett Hitch
Son dos veteranos de la guerra de Secesión que vagan por el lejano Oeste alquilando sus servicios como mercenarios al mejor postor.

## Obra publicada

### Novelas
| Título                                  | Año  | Series           | Traducción                    | Editorial      | Notas                                                                               |
| --------------------------------------- | ---- | ---------------- | ----------------------------- | -------------- | ----------------------------------------------------------------------------------- |
| The Godwulf Manuscript                  | 1973 | Spenser-01       | El manuscrito Godwulf         | RBA            | También traducido como El manuscrito sangriento                                     |
| God Save the Child                      | 1974 | Spenser-02       | Dios salve al muchacho        | RBA            |                                                                                     |
| Mortal Stakes                           | 1975 | Spenser-03       | Apuestas mortales             | RBA            |                                                                                     |
| Promise Land                            | 1976 | Spenser-04       | Tierra prometida              | Alianza        | Premio Edgar Mejor Novela de 1977.                                                  |
| The Judas Goat                          | 1978 | Spenser-05       | El señuelo                    | Booket         |                                                                                     |
| Wilderness                              | 1979 |                  | No traducida                  |                |                                                                                     |
| Looking for Rachel Wallace              | 1980 | Spenser-06       | En busca de Rachel Wallace    | Booket         |                                                                                     |
| Early Autumn                            | 1980 | Spenser-07       | Otoño temprano                | Ariel          | Premio Halcón Maltés (Japón) 1983.                                                  |
| A Savage Place                          | 1981 | Spenser-08       | Un lugar salvaje              | Booket         |                                                                                     |
| Ceremony                                | 1982 | Spenser-09       | Ceremonia                     | Alianza        |                                                                                     |
| The Widening Gyre                       | 1983 | Spenser-10       | La espiral                    | Alianza        |                                                                                     |
| Love and Glory                          | 1983 |                  | No traducida                  |                |                                                                                     |
| Valediction                             | 1984 | Spenser-11       | Despedida                     | Emecé          |                                                                                     |
| A Catskill Eagle                        | 1985 | Spenser-12       | Un águila de montaña          | Alianza        |                                                                                     |
| Taming a Sea-Horse                      | 1986 | Spenser-13       | No traducida                  |                |                                                                                     |
| Pale Kings and Princes                  | 1987 | Spenser-14       | No traducida                  |                |                                                                                     |
| Crimson Joy                             | 1988 | Spenser-15       | No traducida                  |                |                                                                                     |
| Playmates                               | 1989 | Spenser-16       | Juego peligroso               | Debate         |                                                                                     |
| Poodle Springs                          | 1989 | Philip Marlowe-1 | La historia de Poodle Springs | Debolsillo     | Completa la novela de Raymond Chandler de 1958, que dejó escritos cuatro capítulos. |
| Stardust                                | 1990 | Spenser-17       | No traducida                  |                |                                                                                     |
| Pastime                                 | 1991 | Spenser-18       | No traducida                  |                |                                                                                     |
| Perchance to Dream                      | 1991 | Philip Marlowe-2 | No traducida                  |                | Secuela de El sueño eterno.                                                         |
| Double Deuce                            | 1992 | Spenser-19       | No traducida                  |                |                                                                                     |
| Paper Doll                              | 1993 | Spenser-20       | No traducida                  |                |                                                                                     |
| Walking Shadow                          | 1994 | Spenser-21       | No traducida                  |                |                                                                                     |
| All Our Yesterdays                      | 1994 |                  | No traducida                  |                |                                                                                     |
| Thin Air                                | 1995 | Spenser-22       | No traducida                  |                |                                                                                     |
| Chance                                  | 1996 | Spenser-23       | No traducida                  |                |                                                                                     |
| Small Vices                             | 1997 | Spenser-24       | No traducida                  |                |                                                                                     |
| Night Passage                           | 1997 | Jesse Stone-1    | No traducida                  |                |                                                                                     |
| Trouble in Paradise                     | 1998 | Jesse Stone-2    | No traducida                  |                |                                                                                     |
| Sudden Mischief                         | 1998 | Spenser-25       | No traducida                  |                |                                                                                     |
| Hush Money                              | 1999 | Spenser-26       | No traducida                  |                |                                                                                     |
| Family Honor                            | 1999 | Sunny Randall-1  | Amarga fortuna                | Diagonal       |                                                                                     |
| Perish Twice                            | 2000 | Sunny Randall-2  | Muerte doble                  | Diagonal       |                                                                                     |
| Hugger Mugger                           | 2000 | Spenser-27       | No traducida                  |                |                                                                                     |
| Gunman's Rhapsody                       | 2001 |                  | No traducida                  |                |                                                                                     |
| Death in Paradise                       | 2001 | Jesse Stone-3    | No traducida                  |                |                                                                                     |
| Potshot                                 | 2001 | Spenser-28       | No traducida                  |                |                                                                                     |
| Widow's Walk                            | 2002 | Spenser-29       | No traducida                  |                |                                                                                     |
| Shrink Rap                              | 2002 | Sunny Randall-3  | No traducida                  |                |                                                                                     |
| Back Story                              | 2003 | Spenser-30       | No traducida                  |                | Aparece el personaje de Jesse Stone.                                                |
| Stone Cold                              | 2003 | Jesse Stone-4    | No traducida                  |                |                                                                                     |
| Bad Business                            | 2004 | Spenser-31       | No traducida                  |                |                                                                                     |
| Melancholy Baby                         | 2004 | Sunny Randall-4  | No traducida                  |                |                                                                                     |
| Double Play                             | 2004 |                  | No traducida                  |                |                                                                                     |
| Cold Service                            | 2005 | Spenser-32       | No traducida                  |                |                                                                                     |
| Appaloosa                               | 2005 | Cole & Hitch-1   | No traducida                  |                |                                                                                     |
| School Days                             | 2005 | Spenser-33       | No traducida                  |                |                                                                                     |
| Hundred-Dollar Baby                     | 2006 | Spenser-34       | Cien dólares baby             | La otra orilla |                                                                                     |
| Sea Change                              | 2006 | Jesse Stone-5    | No traducida                  |                |                                                                                     |
| Blue Screen                             | 2006 | Sunny Randall-5  | No traducida                  |                | Aparece el personaje de Jesse Stone.                                                |
| High Profile                            | 2007 | Jesse Stone-6    | No traducida                  |                | Aparece el personaje de Sunny Randall.                                              |
| Spare Change                            | 2007 | Sunny Randall-6  | No traducida                  |                |                                                                                     |
| Now and Then                            | 2007 | Spenser-35       | No traducida                  |                |                                                                                     |
| Edenville Owls                          | 2007 |                  | No traducida                  |                |                                                                                     |
| Stranger in Paradise                    | 2008 | Jesse Stone-7    | No traducida                  |                |                                                                                     |
| The Boxer and the Spy                   | 2008 |                  | No traducida                  |                |                                                                                     |
| Rough Weather                           | 2008 | Spenser-36       | No traducida                  |                |                                                                                     |
| Resolution                              | 2008 | Cole & Hitch-2   | No traducida                  |                |                                                                                     |
| Brimstone                               | 2009 | Cole & Hitch-3   | No traducida                  |                |                                                                                     |
| Chasing the Bear: A Young Spenser Novel | 2009 | Spenser-37       | No traducida                  |                | Precuela con un joven Spenser.                                                      |
| Night and Day                           | 2009 | Jesse Stone-8    | No traducida                  |                | Aparece el personaje de Sunny Randall.                                              |
| The Professional                        | 2009 | Spenser-38       | No traducida                  |                |                                                                                     |
| Split Image                             | 2010 | Jesse Stone-9    | No traducida                  |                | Aparece el personaje de Sunny Randall. Publicado póstumamente.                      |
| Blue-Eyed Devil                         | 2010 | Cole & Hitch-4   | No traducida                  |                | Publicado póstumamente.                                                             |
| Painted Ladies                          | 2010 | Spenser-39       | No traducida                  |                | Publicado póstumamente.                                                             |
| Sixkill                                 | 2011 | Spenser-40       | No traducida                  |                | Publicado póstumamente.                                                             |

### Relatos
- Surrogate, 1991. Historia corta publicada en la antología criminal New Crimes 3.

### No ficción
- Sports Illustrated. Training with Weights, 1974. Escrito en colaboración con John R. Marsh.
- Three Weeks in Spring, 1982. Autobiográfico. Escrito en colaboración con su esposa, Joan H. Parker.
- Parker on Writing, 1985. Ensayo.
- A Year at the Races, 1990. Escrito en colaboración con su esposa, Joan H. Parker.
- Spenser's Boston, 1994. Escrito en colaboración con el fotógrafo Kasho Kumagai.

### Continuación de las series
Tras el fallecimiento de Parker, su familia, junto con sus editores, decidieron continuar las series con los personajes que Parker había creado.
| Título                                       | Año  | Autor                          | Series           | Traducción   | Notas                                                                   |  |
| -------------------------------------------- | ---- | ------------------------------ | ---------------- | ------------ | ----------------------------------------------------------------------- |  |
| Robert B. Parker's. Lullaby                  | 2012 | Ace Atkins                     | Spenser-41       | No traducida |                                                                         |  |
| Robert B. Parker's. Silent Night             | 2013 | Robert B. Parker y Helen Brann | Spenser-42       | No traducida | Parker la dejó inacabada y la terminó su agente literaria, Helen Brann. |  |
| Robert B. Parker's. Wonderland               | 2013 | Ace Atkins                     | Spenser-43       | No traducida |                                                                         |  |
| Robert B. Parker's. Cheap Shot               | 2014 | Ace Atkins                     | Spenser-44       | No traducida |                                                                         |  |
| Robert B. Parker's. Kickback                 | 2015 | Ace Atkins                     | Spenser-45       | No traducida |                                                                         |  |
| Robert B. Parker's. Slow Burn                | 2016 | Ace Atkins                     | Spenser-46       | No traducida |                                                                         |  |
| Robert B. Parker's. Little White Lies        | 2017 | Ace Atkins                     | Spenser-47       | No traducida |                                                                         |  |
| Robert B. Parker's. Old Black Magic          | 2018 | Ace Atkins                     | Spenser-48       | No traducida |                                                                         |  |
| Robert B. Parker's. Angel Eyes               | 2019 | Ace Atkins                     | Spenser-49       | No traducida |                                                                         |  |
| Robert B. Parker's. Someone to Watch Over Me | 2020 | Ace Atkins                     | Spenser-50       | No traducida |                                                                         |  |
| Robert B. Parker's. Bye Bye Baby             | 2021 | Ace Atkins                     | Spenser-51       | No traducida |                                                                         |  |
| Robert B. Parker's. Broken Trust             | 2023 | Mike Lupica                    | Spenser-52       | No traducida |                                                                         |  |
| Robert B. Parker's. Fool Me Twice            | 2012 | Michael Brandman               | Jesse Stone-10   | No traducida |                                                                         |  |
| Robert B. Parker's. Killing the Blues        | 2012 | Michael Brandman               | Jesse Stone-11   | No traducida |                                                                         |  |
| Robert B. Parker's. Damned if You Do         | 2014 | Michael Brandman               | Jesse Stone-13   | No traducida |                                                                         |  |
| Robert B. Parker's. Blind Spot               | 2014 | Reed Farrell Coleman           | Jesse Stone-12   | No traducida |                                                                         |  |
| Robert B. Parker's. The Devil Wins           | 2015 | Reed Farrell Coleman           | Jesse Stone-14   | No traducida |                                                                         |  |
| Robert B. Parker's. Debt to Pay              | 2016 | Reed Farrell Coleman           | Jesse Stone-15   | No traducida |                                                                         |  |
| Robert B. Parker's. The Hangman's Sonnet     | 2017 | Reed Farrell Coleman           | Jesse Stone-16   | No traducida |                                                                         |  |
| Robert B. Parker's. Colorblind               | 2018 | Reed Farrell Coleman           | Jesse Stone-17   | No traducida |                                                                         |  |
| Robert B. Parker's. The Bitterest Pill       | 2019 | Reed Farrell Coleman           | Jesse Stone-18   | No traducida |                                                                         |  |
| Robert B. Parker's. Fool's Paradise          | 2020 | Mike Lupica                    | Jesse Stone-19   | No traducida |                                                                         |  |
| Robert B. Parker's. Stone's Throw            | 2020 | Mike Lupica                    | Jesse Stone-20   | No traducida |                                                                         |  |
| Robert B. Parker's. Fallout                  | 2022 | Mike Lupica                    | Jesse Stone-21   | No traducida |                                                                         |  |
| Robert B. Parker's. Blood Feud               | 2018 | Mike Lupica                    | Sunny Randall-7  | No traducida |                                                                         |  |
| Robert B. Parker's. Grudge Match             | 2020 | Mike Lupica                    | Sunny Randall-8  | No traducida |                                                                         |  |
| Robert B. Parker's. Payback                  | 2021 | Mike Lupica                    | Sunny Randall-9  | No traducida |                                                                         |  |
| Robert B. Parker's. Revenge Tour             | 2022 | Mike Lupica                    | Sunny Randall-10 | No traducida |                                                                         |  |
| Robert B. Parker's. Bad Influence            | 2023 | Mike Lupica                    | Sunny Randall-11 | No traducida |                                                                         |  |
| Robert B. Parker's. Ironhorse                | 2013 | Robert Knott                   | Cole & Hitch-5   | No traducida |                                                                         |  |
| Robert B. Parker's. Bull River               | 2014 | Robert Knott                   | Cole & Hitch-6   | No traducida |                                                                         |  |
| Robert B. Parker's. Blackjack                | 2016 | Robert Knott                   | Cole & Hitch-7   | No traducida |                                                                         |  |
| Robert B. Parker's. Revelation               | 2017 | Robert Knott                   | Cole & Hitch-8   | No traducida |                                                                         |  |
| Robert B. Parker's. Buckskin                 | 2019 | Robert Knott                   | Cole & Hitch-9   | No traducida |                                                                         |  |
| Robert B. Parker's. Opium Rose               | 2025 | Robert Knott                   | Cole & Hitch-10  | No traducida | Aún no publicada                                                        |  |

## Premios
| Año  | Premio                                                                                      | Obra                       | Resultado |
| ---- | ------------------------------------------------------------------------------------------- | -------------------------- | --------- |
| 1977 | Premio Edgar de la Asociación de Escritores de Misterio de Estados Unidos a la mejor Novela | Tierra prometida           | Ganador   |
| 1983 | Premio Maltese Falcon (Japón)                                                               | Otoño temprano             | Ganador   |
| 1995 | Premio Shamus-The Eye                                                                       | Por el conjunto de su obra | Ganador   |
| 2002 | Premio Edgar Grand Master de la Asociación de Escritores de Misterio de Estados Unidos      | Por el conjunto de su obra | Ganador   |
| 2007 | Premio Gumshoe Lifetime Achievement                                                         | Por el conjunto de su obra | Ganador   |

## Filmografía
- 1985-1988. Spenser, detective privado. (Spenser for Hire). Estados Unidos. Serie de TV de 3 temporadas (66 episodios) basada en la serie de libros de Spenser. Protagonizada por Robert Urich (Spenser) y Avery Brooks (Hawk).
- 1989-1990. B. L. Stryker. Estados Unidos. Serie de TV de 2 temporadas (12 episodios), en la que Parker hizo de guionista en algunos episodios. Protagonizada por Burt Reynolds (B. L. Stryker) y Ossie Davis (Oz Jackson).
- 1989. Un hombre llamado Halcón. (A Man Called Hawk). Estados Unidos. Serie de TV de 1 temporada (13 episodios), basada en el personaje secundario de la serie Spenser. Protagonizada por Avery Brooks (Hawk) y Moses Gunn (Old Man).
- 1993. Spenser: Desaparecida. (Spenser: Ceremony). Estados Unidos. Película para TV, basada en la novela homónima de Parker. Protagonizada por Robert Urich (Spenser) y Avery Brooks (Hawk).
- 1994. Spenser: Muerte accidental. (The Judas Goat). Estados Unidos. Película para TV, basada en la novela homónima de Parker. Protagonizada por Robert Urich (Spenser) y Avery Brooks (Hawk).
- 1994. Spenser: Príncipes y Reyes. (Spenser: Pale Kings and Princes). Estados Unidos. Película para TV, basada en la novela homónima de Parker. Protagonizada por Robert Urich (Spenser) y Avery Brooks (Hawk).
- 1995. Spenser: A Savage Place. Estados Unidos. Película para TV, basada en la novela homónima de Parker. Protagonizada por Robert Urich (Spenser) y Avery Brooks (Hawk).
- 1998. Poodle Springs. Estados Unidos. Película para TV, basada en la novela homónima de Chandler y Parker. Protagonizada por James Caan (Philip Marlowe) y Dina Meyer (Laura Parker-Marlowe).
- 1999. Spenser: Vicios menores. (Small Vices). Estados Unidos. Película para TV, basada en la novela homónima de Parker. Protagonizada por Joe Mantegna (Spenser) y Marcia Gay Harden (Susan).
- 1999. Spenser: Thin Air. (Thin Air). Estados Unidos. Película para TV, basada en la novela homónima de Parker. Protagonizada por Joe Mantegna (Spenser) y Marcia Gay Harden (Susan).
- 2001. Walking Shadow. Estados Unidos. Película para TV, basada en la novela homónima de Parker. Protagonizada por Joe Mantegna (Spenser) y Marcia Gay Harden (Susan).
- 2003. El último vaquero. (Monte Walsh). Estados Unidos. Película para TV, con guion,entre otros, de Parker. Protagonizada por Tom Selleck (Monte Walsh) e Isabella Rosellini (Martine).
- 2005. Jesse Stone: Crímenes en Paraíso. (Stone Cold). Estados Unidos. Película para TV, basada en la novela homónima de Parker. Protagonizada por Tom Selleck (Jesse Stone) y Viola Davis (Molly Crane).
- 2006. Jesse Stone: Desenmascarados. (Jesse Stone: Night Passage). Estados Unidos. Película para TV, basada en la novela homónima de Parker. Protagonizada por Tom Selleck (Jesse Stone) y Viola Davis (Molly Crane).
- 2006. Jesse Stone: Destino Paraíso. (Jesse Stone: Death in Paradise). Estados Unidos. Película para TV, basada en la novela homónima de Parker. Protagonizada por Tom Selleck (Jesse Stone) y Viola Davis (Molly Crane).
- 2007. Jesse Stone: Campo de regatas. (Jesse Stone: Sea Change). Estados Unidos. Película para TV, basada en la novela homónima de Parker. Protagonizada por Tom Selleck (Jesse Stone) y Viola Davis (Molly Crane).
- 2008. Appaloosa. Estados Unidos. Película de cine, basada en la novela homónima de Parker. Protagonizada por Ed Harris (Virgil Cole) y Viggo Mortensen (Everett Hitch).
- 2009. Jesse Stone: Terreno peligroso. (Jesse Stone: Thin Ice). Estados Unidos. Película para TV, basada en la novela homónima de Parker. Protagonizada por Tom Selleck (Jesse Stone) y Kathy Baker (Rose Gammon).
- 2010. Jesse Stone: Crímenes en Boston. (Jesse Stone: No Remorse). Estados Unidos. Película para TV, basada en el personaje de Parker. Protagonizada por Tom Selleck (Jesse Stone) y Kathy Baker (Rose Gammon).
- 2011. Jesse Stone: Inocentes perdidos. (Jesse Stone: Innocents Lost). Estados Unidos. Película para TV, basada en el personaje de Parker. Protagonizada por Tom Selleck (Jesse Stone) y Kathy Baker (Rose Gammon).
- 2012. Jesse Stone: El beneficio de la duda. (Jesse Stone: Benefit of the Doubt). Estados Unidos. Película para TV, basada en el personaje de Parker. Protagonizada por Tom Selleck (Jesse Stone) y Kathy Baker (Rose Gammon).
- 2020. Spenser: Confidencial. (Spenser: Confidential). Estados Unidos. Película para TV, basada en la novela Robert B. Parker's. Wonderland de Ace Atkins, basada a su vez en el personaje de Parker. Protagonizada por Mark Wahlberg (Spenser) y Winston Duke (Hawk).